# 拉克鲁普特
拉克鲁普特（法語：La Croupte，法語發音：[la kʁupt] ⓘ）是法国卡尔瓦多斯省的一个市镇，属于利雪区。2016年，拉克鲁普特与临近的21个市镇合并为新市镇利瓦罗派多日。

## 地理
拉克鲁普特（49°1'35"N, 0°17'6"E）面积3.45 平方千米，位于法国诺曼底大区卡爾瓦多斯省，该省份为法国西北部沿海省份，北濒大西洋英吉利海峡，东北与滨海塞纳省以海上边界相接，东临厄尔省，南至奧恩省，西与芒什省接壤。
与拉克鲁普特接壤的市镇（或旧市镇、城区）包括：费尔瓦克、库尔松圣母村。

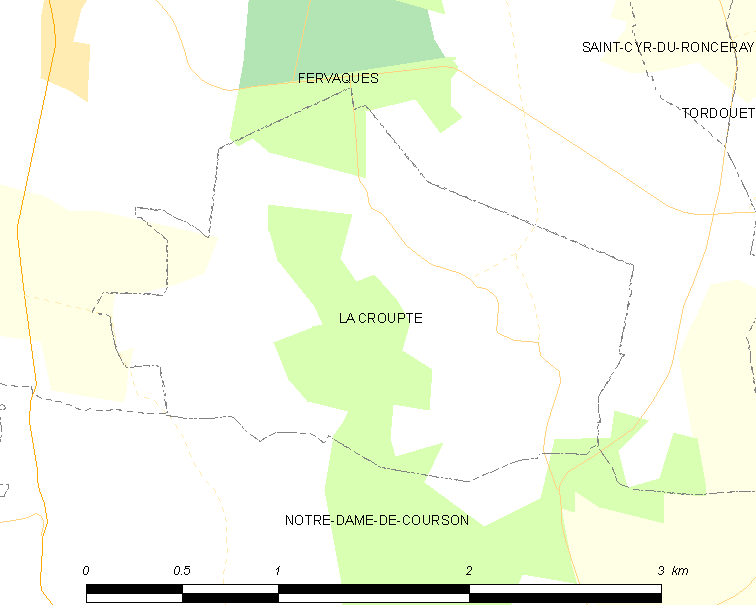
拉克鲁普特的OSM定位图

拉克鲁普特的时区为UTC+01:00、UTC+02:00（夏令时）。

## 行政
拉克鲁普特的邮政编码为14140，INSEE市镇编码为14210。

## 政治
拉克鲁普特所属的省级选区为利瓦罗派多日县。

## 人口

1962-2008年间拉克鲁普特人口变化图示

拉克鲁普特于2018年1月1日时的人口数量为116人。